# En handelsresandes död (film, 1979)
En handelsresandes död är en svensk TV-film från 1979 i regi av Bo Widerberg. Filmens förlaga var pjäsen En handelsresandes död av Arthur Miller. Filmen premiärvisades 28 november 1979 i Sveriges Television.

## Rollista
- Carl-Gustaf Lindstedt – Willy Loman
- Birgitta Valberg – Linda Loman
- Börje Ahlstedt – Biff Loman
- Jonas Bergström – Happy Loman
- Ingvar Kjellson – Charley
- Pontus Gustafsson	– Bernard
- Urban Sahlin – Stanley
- Bibbi Unge – Miss Forsythe
- Per Waldvik – Howard Wagner
- Maria Hansson-Bandobranski – Jenny
- Wallis Grahn – kvinna

## Om filmen
Idén att filmatisera pjäsen kom från regissören Bo Widerberg, som under arbetet med filmen Mannen på taket (1976) funnit att Carl-Gustaf Lindstedt skulle passa för huvudrollen som Willy Loman. Översättningen till svenska gjordes av Sven Barthel, ljusdesignen av Kristofer Röhr. Scenograf var Henny Noremark.

## Mottagande
Arbetet med filmen beskrevs senare  av Gunilla Jensen i boken TV-regi: Bo Widerberg – En TV-föreställning blir till. Arthur Miller sade under ett Sverigebesök i början på 1990-talet att han inte gillade Widerbergs tolkning av pjäsen.
Filmen är en av titlarna i boken Tusen svenska klassiker (2009).

### Fotnoter
1. 1 2  En handelsresandes död på Svensk Filmdatabas. Läst 12 februari 2013.
2. 1 2 3  Gradvall et al 2009, nr. 541